# Hickory Hills (Pensilvania)
Hickory Hills es un lugar designado por el censo ubicado en el condado de Luzerne en el estado estadounidense de Pensilvania. En el año 2010 tenía una población de 562 habitantes.

## Geografía
Hickory Hills se encuentra ubicado en las coordenadas 41°2′4″N 75°49′14″O / 41.03444, -75.82056.. Según la Oficina del Censo de los Estados Unidos, Hickory Hills tiene una superficie total de 1,4 mi² (3,6 km²), de la cual 1,4 mi² (3,6 km²) corresponden a tierra firme y 0 mi² (0 km²) es agua.